# Канатная фабрика Мейера
Канатная фабрика Мейера — бывшая льнопрядильная фабрика по производству текстильного шпагата в Пскове. Была основана в 1896 году немецким инженером Генрихом Юльевичем Мейером. Одно из крупнейших предприятий довоенного Пскова. Здание заводоуправления, выполненное в стиле модерн, является объектом культурного наследия России федерального значения.

## История

### Под руководством Мейера
Деятельность Генриха Юльевича Мейера (1855, Кавелехт, Лифляндская губерния, Российская Империя — 1924, Рига, Латвия) в Пскове началась в 1883 году со строительства на участке на Запсковье близ устья реки Псковы первой паровой мукомольной мельницы. Её характерным отличием была 25-метровая железная паровая труба, удерживаемая в равновесии четырьмя стальными оттяжками, вместо привычной дорогостоящей трубы из кирпича. Сам Мейер более двух десятилетий снимал квартиру для своей семьи в соседнем полукаменном доме Анны Петровны Землянской на Варлаамской улице (ныне Л. Поземского).
Мейер приступил к закупке оборудования для верёвочной фабрики в 1888. Поскольку необходимую технику для глажения верёвки можно было доставить только из Англии, предприниматель был заинтересован в снижении таможенных пошлин. С этой просьбой он обратился в земство. Льняная комиссия при губернском земстве 3 ноября 1887 года удовлетворила его ходатайство. В 1888 году производство верёвки было налажено в здании паровой мельницы. 20 апреля 1888 года первая псковская частная газета «Псковский городской листок» сообщила о произошедшем на мельнице Мейера возгорании пакли, впрочем, быстро локализованном.
18 мая 1894 года Мейер сообщил, что сворачивает мельничное дело и распродаёт всё мукомольное оборудование вследствие расширения прядильного производства. Для развития выпуска пряжи и верёвки Мейер заказал в Англии новую технику. Торжественное открытие обновлённой фабрики состоялось 7 мая 1895 года. На предприятии в то время трудилось 187 рабочих, работала паровая машина мощностью 50 лошадиных сил. В 1900 году на фабрике произошёл крупный пожар, в результате которого производственные помещения и оборудование было практически полностью уничтожено. Мейер сразу приступил к её восстановлению: были возведены новые постройки, заново отделаны помещения, закуплено усовершенствованное оборудование. Появилось новое двухэтажное административное здание конторы фабрики, выполненное в стиле модерн.
11 марта 1901 года возобновлённая фабрика была освящена и запущена. На торжественной церемонии присутствовал губернский архитектор И. И. Данишевский. Не исключено, что он был автором проекта здания заводоуправления. Новую контору заняли кабинеты служащих и управляющего фабрики. К 1909 году штат фабрики Мейера насчитывал 295 рабочих с ежегодным жалованием в 40671 руб.63 коп. и 6 служащих с зарплатой 9 тыс. руб. Цеха были оснащены десятью прядильными станками и двумя паровыми машинами мощностью в 70 и 90 л. с. В год предприятие вырабатывало 30 тысяч пудов бечёвки. Склад льна занимал постройки во дворе старой усадьбы Трубинских, находившейся по соседству с фабрикой.

### Послереволюционный период
В 1918 году фабрика перешла под управление Псковского льнопромышленного товарищества. В это время на территории фабрики насчитывалось 25 построек. После революции и окончания Первой мировой войны на фабрике вновь было запущено производство верёвки и бечёвки.
В ноябре 1922 года предприятие посетил М. И. Калинин. В память об этом событии с 1937 года фабрика стала носить его имя. В годы нацистской оккупации Пскова промышленные, складские и административные корпуса практически не пострадали, за исключением попадания авиабомбы в склад, приведшей к частичному его выгоранию, в 1944 году. Однако при отступлении всё оборудование фабрики немецкими оккупантами было отправлено в Германию, а здания и коммуникации частично разрушены.

### Послевоенный период
В 1946 году Главпенькопромом Министерства текстильной промышленности РСФСР было составлено техническое задание на разработку проекта восстановления Псковской шпагатной фабрики им. Калинина, утверждённое Министром текстильной промышленности РСФСР 24 октября 1946 года. Документ также определял ассортимент и объёмы ежегодного производства готовых изделий, шнурков из пряжи длинного и короткого прядения до 1000 тонн в год. Проектом предусматривалось восстановление сохранившихся производственных и подсобных зданий при минимальной достройке новых помещений, а также строительство складов для хранения сырья и готовой продукции. В 1949 году были построены деревянные здания склада (не сохранился) и сарая-пилорамы. В 1954 году были открыты здания механической мастерской, склады горюче-смазочных материалов и насосной станции с водонапорной башней.
С 1955 г. фабрика стала именоваться как Псковская фабрика «Шпагат» им. М. И. Калинина, позже с 1980 года — Псковский льнокомбинат. В 1998 году 000 «ПРОМЭК» выкупило в частную собственность часть помещений бывшего склада, которые использует под офис и мастерские. Остальные помещения фабрики используются ЗАО «Псковский шпагат». Здания заводоуправления и дом Трубинских приспособлены под жильё. Впоследствии квартиры были приватизированы.

## Описание

### Здание заводоуправления и склады
Самым узнаваемым строением, относящимся к фабрике, является бывшее административное здание конторы фабрики. Его сложная объёмно-пространственная композиция здания складывается из нескольких разновеликих объёмов. Башенка бельведер с высоким шатром и флюгером является основной высотной доминантой. Фасад украшен лучковыми перемычками оконных и дверных проемов, междуэтажными тягами, ступенчатым венчающим карнизом. Одноэтажный корпус дополняют членение плоскости стены лопатками, оконные наличники с замковым камнем, дентикулы, профилированный венчающий карниз. Материал и конструкции фундаментов, стен, перекрытий первого и второго этажей — кирпич, из известняка выполнены арочки по металлическим балкам. В настоящее время из состава усадьбы Трубинских сохранилось только два каменных двухэтажных дома, относящихся к концу XVII века.

## Перспективы
Весь комплекс построек фабрики Мейера находится в ветхом и запущенном состоянии. В 2017 году было частично отремонтировано здание заводоуправления по региональной программе капитального ремонта многоквартирных жилых домов. Проект был согласован с Государственным комитетом по охране объектов культурного наследия, который затребовал замену всех пластиковых окон деревянными, сохранение оригинальной штукатурки и стропильной системы, демонтаж с фасада посторонних элементов (кронштейнов, бельевых верёвок, кондиционеров). Ведутся переговоры с инвестором о реставрации всей территории фабрики Мейера. Предполагается размещение здесь гостиниц, лофт-пространства, развлекательных и культурно-досуговых центров и кафе. Проект находится под контролем руководства Псковской области, которое обещает завершить реконструкцию к 2019 году.